# Toponimi latini
Fino all'Era moderna, il latino fu il linguaggio comune usato per la cartografia. Durante il XIX e XX secolo, gli studiosi tedeschi hanno portato significativi contributi allo studio dei nomi storici dei luoghi (Ortsnamenkunde). Questi studi hanno come risultato contribuito allo studio della genealogia.
Per i genealogisti e gli storici dell'Europa pre-moderna, conoscere i nomi alternativi dei luoghi è vitale per poter estrarre informazioni dalle registrazioni pubbliche e private. Anche gli specialisti in questo campo comunque puntualizzano che le informazioni possono facilmente essere prese fuori contesto, poiché vi è un grande numero di località con lo stesso nome lungo tutta l'Europa; l'affidarsi unicamente a connessioni apparenti deve quindi essere mediato con una valida metodologia storica.
Si deve osservare ad esempio che, ci furono diverse città romane il cui nome iniziava con Colonia seguito da un termine più descrittivo. Durante il medioevo, tutte queste venivano spesso abbreviate semplicemente con Colonia. Una di queste, Colonia Agrippinensis, la città tedesca di Colonia mantiene il nome ancora oggi.
Toponimi latini delle zone dell'Impero Romano: